# Chinesischer Film
Mit dem Begriff Chinesischer Film wird die in China produzierte Filmkunst zusammenfassend bezeichnet. Die chinesische Bezeichnung diànyǐng (电影) bedeutet wörtlich „elektrische Schatten“ und verweist damit auf die lange Tradition des chinesischen Schattenspiels, die dem Kino als erzählendem Medium vorausgegangen war.

## Themen und Genres
In deutlich stärkerem Ausmaß als beim europäischen und amerikanischen Kino wendet sich das chinesische Kino den Themen interne Familienbeziehungen und Essen zu. Ersteres dominiert in der gesamten ersten Phase des Schaffens von Zhang Yimou mit Filmen wie Rote Laterne oder Leben!, in den Filmen von Zhang Yang (Shower) oder auch Ang Lees Eat Drink Man Woman, der sich beiden Themen widmet. Hongkong hingegen steuert hier Komödien wie God of Cookery von Stephen Chow bei.
Auch sonst liegt Hongkongs Stärke klar im Genrekino. Hier war und ist das Zentrum der chinesischen Genres Kungfu- und/oder Wuxiafilm. Das Actionkino hat speziell in den 80er und 90er Jahren kräftige Impulse von Regisseuren und Produzenten wie den Johnnies Woo und To erhalten, die mit The Killer und Running out of time Klassiker geschaffen haben.
Die Filme aus der Volksrepublik stellen dagegen im Allgemeinen höhere cineastische Ansprüche und finden ihren Weg vor allem über internationale Filmfestivals in den Westen. Dabei kann es sich um verrätselte Liebesfilme wie Suzhou River handeln oder auch um harte, realistische Dramen wie Blinder Schacht, die gesellschaftlich brisante Fragen aufgreifen.
In historischen, vom Wuxia angehauchten Dramen wie Peking Opera Blues oder auch Klassikern wie Lebewohl, meine Konkubine wird die klassische Pekingoper gespielt, die sich auch in der Geisterkomödie Hocus Pocus gelungen in die Filmdramaturgie einfügt.

## Stars und Schauspieler
An Stars brachte das chinesische Kino Damen wie Cheng Pei-pei, Gong Li, Zhang Ziyi, Brigitte Lin, Anita Mui oder Maggie Cheung, die chinesische Domäne der Kampfkünstler wie Bruce Lee, Jackie Chan, Sammo Hung, Michelle Yeoh, Jet Li und die Alleskönner Andy Lau, Chow Yun-Fat, Leslie Cheung hervor.
Wurden früher die Stars in Hongkong gemacht, gibt es inzwischen immer mehr auch international erfolgreiche Schauspieler aus der Volksrepublik, wie z. B. Gong Li, Zhang Ziyi oder Liu Ye.

## Filmpreise
Die Golden Horse Awards, Taipei sind mit Sicherheit der bedeutendste Filmpreis, auch wenn dies Peking aufgrund von ideologisch-politischen Gründen nicht so sehen mag (siehe Taiwan-Konflikt). 2004 ging der Preis an Kekexili und damit erstmals an einen Festlandsfilm. Wegen der großen kommerziellen Bedeutung der Hongkonger Filmindustrie sind auch die dortigen Hong Kong Film Awards ein beachtetes Ereignis.

## Geschichte des chinesischen Films

### Qing-Kaiserreich und Republik China (1896–1949)
Hauptartikel: Geschichte des frühen chinesischen Films

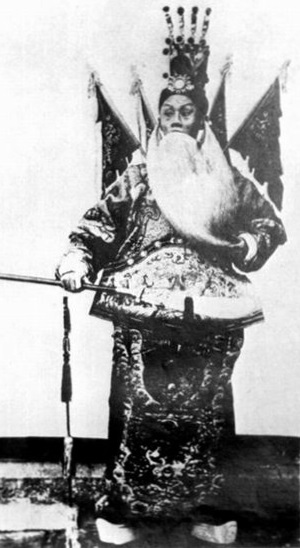
Tan Xinpei in Der Berg Dingjun (1905)

Die erste Filmvorführung fand am 11. August 1896 in Shanghai statt. Dort wurden im Xu-Vergnügungspark der französischen Konzession Filme der Brüder Lumière gezeigt.
Die Geschichte des genuin chinesischen Films beginnt 1905 in dem Pekinger Fengtai-Photostudio mit dem Abfilmen der Pekingoper Der Berg Dingjun mit dem damaligen Star der Pekingoper Tan Xinpei. Zum Zentrum des chinesischen Films entwickelte sich Shanghai, wo in den 20er Jahren ein kommerzielles Unterhaltungskino entstand, neben das bald ein intellektuelles, sozial engagiertes Kino trat.
Die Machtergreifung im ganzen Land durch die Kuomintang wirkte sich ab 1929 mit ersten Zensurmaßnahmen auf das chinesische Kino aus. Dennoch ging 1930 mit dem, in Zusammenarbeit mit Pathé produzierten, ersten chinesischen Tonfilm Sängerin Rote Päonie zumindest die technische Entwicklung weiter.
Der Ausbruch offener Kriegshandlungen zwischen Japan und China und die Besetzung Shanghais durch japanische Truppen im November 1937 machte der Geschichte der unabhängigen Shanghaier Studios ein Ende. Im kommunistischen Stützpunkt Yan’an formierte sich unter Führung von Yuan Muzhi 1938 die Yan’an-Filmgruppe, die Propaganda für den Befreiungskampf der Kommunisten produzierte.

### Geschichte des Kinos der Volksrepublik China
Hauptartikel: Geschichte des Kinos der Volksrepublik China
- Maoistisches China (1949–1979)

Die Machtübernahme der KPCh bedeutete für den chinesischen Film die Festlegung auf eine staatstragende Funktion. Thematisch widmeten sich viele der Filme der Darstellung des Widerstands gegen Japan und der heroischen Rolle der Partei wie in Das rote Frauenbataillon (1961) von Xie Jin. Neben der klaren politischen Ausrichtung war der Rückgriff auf volkstümliche Kunstformen wie Schattenspiel, Scherenschnitt und Tuschmalerei für den Trickfilm und später der Pekingoper für die Propagandaballetts der Modellopern ein Charakteristikum des chinesischen Films. Die mit 603 bis 1966 entstandenen Spielfilmen recht aktive Produktion wurde während der Kulturrevolution eingestellt. Erst ab 1972 wurden wieder Filme gedreht, die allerdings Gefahr liefen, Zielscheibe politischer Kritik zu werden.
- Gegenwart (seit 1979)

Der Tod Maos und der Machtverlust der Viererbande bedeuteten auch für das Kino einen Wendepunkt. Allmählich wurden die politischen Forderungen an die Filmemacher zurückgenommen und Freiräume gegeben, sich auch wieder individuellen Befindlichkeiten widmen zu können. Dies kam mit der sogenannten Fünften Generation Mitte der 80er Jahre zur Blüte als Filme wie Gelbe Erde von Chen Kaige und Rotes Kornfeld von Zhang Yimou erstmals auf internationaler Ebene große Resonanz fanden. Die Kehrseite der politischen Lockerung war die Reduzierung staatlicher Subventionen für die Filmkunst und entsprechend hat sich neben dem Kunstkino auch ein rein kommerzielles Filmschaffen entwickelt.

### Hongkong
Hauptartikel: Hongkong-Kino
Die Filmindustrie Hongkongs stand bis zum Ende des Zweiten Weltkriegs klar im Schatten von Shanghai und spielt höchstens als Exil für von der KMT verfolgte Regisseure eine Rolle. Diese meist linksgerichteten Filmemacher verloren ab 1949 angesichts der aggressiven Politik der VR China und antikommunistischer Maßnahmen der Regierung der Kronkolonie rasch an Bedeutung. Stattdessen etablierte sich ein kommerzielles Kino, das weniger an gesellschaftlicher Avantgarde als an Unterhaltung und Rendite interessiert war. In den 50ern etablierten sich mit Shaw Brothers, Cathay Film Productions und Golden Harvest die Konzerne, die das Hongkonger Filmschaffen bis heute beherrschen.
Weltweiten Einfluss erlangte das Hongkong-Kino in den 1970er Jahren, als Martial-Arts-Filme in Europa und Amerika ein Publikum fanden. Von Cineasten wegen simpler Handlungsstrukturen geschmäht, boten sie ihren Fans eine im Westen bis dato unbekannte Show der Körperbeherrschung. Bedeutendster Darsteller dieser ersten Welle von Kungfu-Filmen war Bruce Lee, der in kurzer Zeit zu einem Weltstar wurde. Sein Erbe wurde von Jackie Chan angetreten, bis heute einer der produktivsten Kungfu-Darsteller. Einer der einflussreichsten Regisseure und Produzenten ist Tsui Hark, der gemeinsam mit Ching Siu-Tung (程小东/程小東) für Klassiker des Wuxia-Genre wie die Swordsman-Trilogie verantwortlich ist.
Seit den 1990er Jahren hat auch das Genre Actionfilm aus HK kräftige Impulse erhalten. Dafür stehen Regisseure wie Johnnie To oder John Woo, der nach Hollywood gerufen wurde, um auch dort das Genre wiederzubeleben. Der Einfluss des Hongkong-Kinos auf Hollywood zeigt sich nicht zuletzt in Filmen wie Matrix, die sich an der Akrobatik des Vorbilds orientieren oder an Personen wie Quentin Tarantino, die sich offen zu ihrer Vorliebe für den HK-Film bekennen.
Trotz der Dominanz des reinen Unterhaltungskinos haben sich einige Filmemacher aus Hongkong mit anspruchsvollen Inhalten einen Namen gemacht. Dazu zählen Ann Hui, Wong Kar-wai, Stanley Kwan und Fruit Chan.
Eng verknüpft ist das Filmwesen in Hongkong mit der Musikbranche. Sehr viele Schauspieler sind gleichzeitig bekannte Sänger, wie zum Beispiel Faye Wong, Anita Mui, Andy Lau, Tony Leung Chiu Wai, Tony Leung Ka-Fai oder Leslie Cheung. Viele dieser Schauspieler-Sänger steuern häufig Filmmusik zu ihren Filmen bei.

## Retrospektiven
In den letzten Jahren gab es eine ganze Reihe von Retrospektiven zur chinesischen Filmgeschichte, unter anderem auf europäischen Festivals. So zeigten die 62. Filmfestspiele von Venedig (2005) eine ganze Reihe chinesischer Klassiker, 2009 zeigte das New York Film Fest unter dem Titel „(Re)Inventing China: A New Cinema for a New Society“ eine Retrospektive zum chinesischen Kino von 1949 bis 1966 (vor die Kulturrevolution), 2013 zeigt die Gruppe The Canine Condition im Berliner Arsenal unter dem Titel „Ein Lied um Mitternacht“, die bislang umfassendste Retrospektive zum chinesischen Kino in Deutschland und im Sommer 2013 zeigt das Festival Cinema ritrovato in Bologna eine Retrospektive zu Xie Jin. Seit 2013 gibt es auch in München ein Festival des Chinesischen Film, die Münchner China Filmtage.

## Beijing Independent Film Festival
Das Festival der Stiftung Li Xianting Film Fund fand ab 2006 statt. Die 11. Ausgabe sollte mit 76 Filmen am Programm von 23. bis 31. August 2014 in Songzhuang laufen, einer bei Künstlern beliebten Vorstadt von Peking. 2 der 3 Organisatoren wurden am Tag vor der Eröffnung von Einsatzkräften mitgenommen und mussten unterschreiben, das Festival abzusagen. Das Abstellen des Stroms wurde angekündigt. Schon 2013 wurden öffentliche Aufführungen abgesagt und 2012 wurde der Strom abgesperrt. Das Büro von Li Xianting, Filmkritiker und Gründer der Stiftung, wurde von Polizei durchsucht, gesammeltes Material aus mehr als 10 Jahren konfisziert. Der künstlerische Direktor Wang Hongwei sagte: “In the past few years, when they forced us to cancel the festival, we just moved it to other places, or delayed the screenings,” he said. “But this year, we cannot carry on with the festival. It is completely forbidden.”

## Dokumentarfilme über das chinesische Kino
- Meine Kamera lügt nicht, 92 min, China, Deutschland, Österreich 2003, Regie: Solveig Klaßen, Katharina Schneider-Roos. – Film über die sechste Generation und die Homosexuellen-Filmszene. Die Filme werden ohne staatliche Genehmigung gedreht und sind nur im Untergrund zu sehen.

- Yang + Yin: Gender in Chinese Cinema, Hongkong 1996, R: Stanley Kwan. – Dokumentarfilm des bekannten Hongkonger Regisseurs Stanley Kwan über das Verhältnis der Geschlechter im chinesischen Kino, zu Wort kommen bekannte Regisseure aus Hongkong, Taiwan und der Volksrepublik unterschiedlichen Alters, wie zum Beispiel Chen Kaige, Edward Yang, Hou Hsiao Hsien, Ang Lee, Xie Jin sowie der Schauspieler Leslie Cheung.